# En fluga gör ingen sommar
En fluga gör ingen sommar är en svensk komedifilm från 1947 i regi av Hasse Ekman. I huvudrollerna ses Eva Henning, Hasse Ekman, Sonja Wigert och Lauritz Falk.

## Handling
Sekreteraren Inga och författaren Bertil är gifta. Inga övertalas av sin chef att följa med på en affärsresa till Italien. Lite motvilligt går Bertil med på detta. Medan de är isär förförs båda två, Inga av sin chef, och Bertil av en bokförläggares dotter. Bertil får det sedan jobbigt när han ska försöka dölja sin affär, men han vet ju inte att Inga råkat ut för samma sak.

## Om filmen
Filmen premiärvisades 17 september 1947 på biograf Anglais i Stockholm. Inspelningen skedde i AB Europa Studio i Sundbyberg med några utomhusscener från Nybrokajen, Centralen i Stockholm och Venedig i Italien av Bertil Palmgren. 

## Rollista i urval
- Eva Henning – Inga Brantemo, sekreterare
- Hasse Ekman – Bertil Brantemo, författare, Ingas man
- Sonja Wigert – Christina "Chris" Lovén
- Lauritz Falk – direktör Berger, Ingas chef
- Olof Winnerstrand – Lovén, bokförläggare, Chris far
- Katie Rolfsen – Agnes Karlsson, hembiträde
- Douglas Håge – Granlund, reklamchef
- Margit Andelius – fröken Santesson, Lovéns sekreterare
- Gunnar Björnstrand – 40-talisten
- Ulla Andreasson – Bettan, Bertils syster
- Gull Natorp – fru Andersson i matvaruaffären
- Charlie Almlöf – Oskar Andersson, hennes man
- Astrid Bodin – fru Lundgren, en granne
- Carl Ström – Pekoralet
- Sven Lindberg – Svante, skulptör

## Musik i filmen
- En fluga gör ingen sommar, text och musik Hasse Ekman
- La paccianella i fore, text och musik Teodoro Cottrau

## DVD
Filmen gavs ut på DVD 2018.